# Mundochthonius dominicanus
Mundochthonius dominicanus är en spindeldjursart som beskrevs av William B. Muchmore 1996. Mundochthonius dominicanus ingår i släktet Mundochthonius och familjen käkklokrypare. Inga underarter finns listade i Catalogue of Life.